# Advance (Míchigan)
Advance es un lugar designado por el censo ubicado en el condado de Charlevoix en el estado estadounidense de Míchigan. En el Censo de 2010 tenía una población de 328 habitantes y una densidad poblacional de 46,08 personas por km².

## Geografía
Advance se encuentra ubicado en las coordenadas 45°13′3″N 85°4′49″O / 45.21750, -85.08028. Según la Oficina del Censo de los Estados Unidos, Advance tiene una superficie total de 7.12 km², de la cual 7.04 km² corresponden a tierra firme y (1.02%) 0.07 km² es agua.

## Demografía
Según el censo de 2010, había 328 personas residiendo en Advance. La densidad de población era de 46,08 hab./km². De los 328 habitantes, Advance estaba compuesto por el 98.48% blancos, el 0% eran afroamericanos, el 0.91% eran amerindios, el 0.3% eran asiáticos, el 0% eran isleños del Pacífico, el 0% eran de otras razas y el 0.3% pertenecían a dos o más razas. Del total de la población el 0% eran hispanos o latinos de cualquier raza.